# Rancho Ocoapa
Rancho Ocoapa är en ort i Mexiko.   Den ligger i kommunen Ayutla de los Libres och delstaten Guerrero, i den södra delen av landet, 280 km söder om huvudstaden Mexico City. Rancho Ocoapa ligger 1 468 meter över havet och antalet invånare är 196.
Terrängen runt Rancho Ocoapa är huvudsakligen lite bergig. Rancho Ocoapa ligger uppe på en höjd. Runt Rancho Ocoapa är det ganska tätbefolkat, med 58 invånare per kvadratkilometer. Närmaste större samhälle är Ayutla de los Libres, 14,9 km väster om Rancho Ocoapa. I omgivningarna runt Rancho Ocoapa växer huvudsakligen savannskog.